# Шмідт Вальтер Едуардович
Шмідт Вальтер (* 4 квітня 1890–1958) — вчений у галузі лісівництва; до 1946 працював в Україні, серед ін. в Ліс. Управлінні Наркомзему УРСР (1925 — 28), проф. Київ. Лісотехн. Інституту (1925 — 28), дир. Ботанічного Саду АН УРСР (1938 — 41). Праці присвячені перев. питанням ліс. культур, лісомеліорації та лісівництва.
З реорганізацією Українського лісотехнічного інституту в Київський лісогосподарський інститут (КЛГІ), у навчальному закладі відбулися структурні та кадрові зміни і кафедру лісових культур очолив професор Вальтер Едуардович Шмідт, який на цій посаді працював з 1935 по 1941 рік. Упродовж усього терміну роботи, він тісно співпрацював із професором Євгеном Венедиктовичем Алексєєвим та з академіком Петром Степановичем Погребняком не лише з питань лісової типології, а й у контексті її застосування у лісокультурній справі. Крім того, він брав активну участь у поповненні видового складу деревних рослин дендросаду інституту. Перу Вальтера Едуардовича належить добре відомі лісівникам різних поколінь монографії: «Лесные культуры в главнейших типах леса» (1948) і «Агротехника выращивания лесных культур» (1958), у яких він узагальнив понад 30-річний досвід із штучного відтворення лісів. У цих працях автор детально опрацював комплекс питань, пов'язаних із способами передпосадкового обробітку ґрунту, методами створення лісових культур та агротехнічними заходами з догляду за ними, а також ретельно описав біологію бур'янів та вперше науково обґрунтував особливості боротьби з ними на лісокультурних площах. Науковий доробок професора В. Е. Шмідта використали професори Василь Васильович Огієвський та Анатолій Родіонович Родін при написанні підручника з дисципліни «Лісові культури».